# Fuzz Universe
Fuzz Universe è l'undicesimo album in studio del chitarrista statunitense Paul Gilbert, pubblicato nel 2010.

## Tracce
Musiche di Paul Gilbert, eccetto dove indicato.
1. Fuzz Universe – 7:03
2. Olympic – 5:57
3. The Count Juan Chutrifo – 3:08
4. Bach Partita in Dm – 3:26 (J.S. Bach)
5. Blue Orpheus – 5:07 (Todd Rundgren)
6. Will My Screen Door Stop Neptune – 4:17
7. Propeller – 4:47
8. Don't Rain on My Firewood – 4:39
9. Plastic Dracula – 4:50
10. Blowtorch – 5:40
11. Mantra the Lawn – 5:34
12. Batter Up – 2:53

## Formazione
- Paul Gilbert – chitarra
- Tony Spinner – chitarra
- Craig Martini – basso
- Emi Gilbert – tastiere
- Jeff Bowders – batteria